# Сокото (государство)
Халифа́т Соко́то (араб. دولة الخلافة في بلاد السودان‎, хауса دَوْلَارْ خَلِيفرْ سَݣَُوتُواْ), также известный как Султанат Сокото — африканское теократическое исламское государство в Западной Африке, созданное суфием Османом дан Фодио в результате джихада Фулани против городов-государств хауса в начале 1800-х годов. Халифат располагался на территориях современного южного Нигера, северной Нигерии и части северо-западного Камеруна. К 1837 году население Сокото составило около 10—20 с лишним миллионов человек, тем самым став самым густонаселенным государством в Западной Африке. Сокото прекратило своё существование, когда англичане, французы и немцы завоевали это государство в 1903 году и поделили его земли между своими колониями.
Халифат возник после того, как правитель хауса Юнфа попытался убить Османа дан Фодио в 1802 году. Чтобы избежать преследований, Осман и его последователи в феврале 1804 года мигрировали в Гуду. Последователи Османа поклялись в верности ему как повелителю правоверных (Амиру аль-муминину). К 1808 году халифат Сокото получил контроль над землями народа хауса и несколькими прилегающими государствами. При шестом халифе Ахмаду Руфаи государство достигло своего максимального размаха, охватив значительную территорию Западной Африки. В 1903 году двенадцатый и последний халиф Аттахиру был убит английскими солдатами, что ознаменовало конец халифата.
Правитель Сокото именовался халифом, султаном или амиром аль-муминином, а его наместники — эмирами. По словам историка Джона Илиффа, Сокото был самым развитым государством в доколониальной Западной Африке. Халифат представлял собой свободную конфедерацию эмиратов, которые признавали сюзеренитет эмира аль-муминина, султана Сокото.
В Сокото было принято шариатское право. По разным оценкам, во время джихада фулани было захвачено от 1 до 2,5 миллионов рабов-немусульман. Рабы работали на плантациях, и большая часть населения было насильно обращено в ислам. К 1900 году в Сокото было «по меньшей мере 1 миллион, а возможно, и целых 2,5 миллиона рабов» уступая по численности на тот момент только рабовладельческому югу США (где в 1860 году насчитывалось четыре миллиона рабов).
Хотя англичане отменили политическую власть халифа, титул султана был сохранён и остаётся важным религиозным положением для мусульман Нигерии по сей день. Джихад Османа послужил источником вдохновения для ряда связанных с ним джихадов в других частях Западной Африки и Сахеля далеко за пределами нынешней Нигерии, что привело к созданию исламских государств в регионах, которые сейчас находятся на территории современных Сенегала, Мали и Кот-д'Ивуара, Чада, Центральноафриканской Республики и Судана.
Наследие халифата Сокото и учения Османа дан Фодио оказали неизгладимое влияние на историю региона, включая современную Нигерию и Западную Африку. В эпоху Сокото появились одни из самых известных писателей Западной Африки, в том числе три главных лидера реформистов — Усман, Абдуллахи и Белло, написавшие более трёхсот книг на самые разнообразные темы, включая логику, тафсир, математику, государственное управление, юриспруденцию, астрономию, грамматику, медицину и так далее. Другими известными учёными той эпохи были шейх Дан Тафа и Нана Асмау. Все эти учёные до сих пор широко изучаются в Западной Африке, а некоторые даже на Ближнем Востоке.

## История

### Предыстория
Главной державой в регионе в XVII-м и XVIII-м веках была империя Канем-Борну. Однако мятежи и появление новых держав ослабили могущество Борну, и к 1759 году её правители потеряли контроль над городом-оазисом Бильма и доступ к транссахарской торговле. Вассальные города империи постепенно становились автономными, и в результате к 1780 году в регионе образовался политический массив независимых государств.
Падение империи Сонгай в 1591 году под ударами Марокко также создало вакуум власти на большей части центрального Западного Судана, и ряд султанатов народа хауса, возглавляемых различными вождями, попытались заполнить образовавшуюся пустоту. Тремя наиболее значимыми из них были султанаты Гобир, Кебби (оба в долине реки Рима) и Замфара, располагавшиеся на территории современной Нигерии. Эти государства вели регулярные войны друг с другом, особенно совершая набеги за рабами. Чтобы оплачивать постоянные войны, они обложили своих граждан высокими налогами.

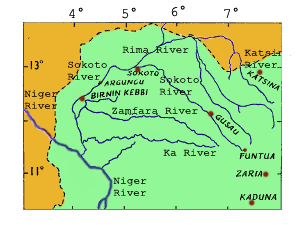
Речная система Сокото-Рима.

Регион между рекой Нигер и озером Чад был в основном населён народами фульбе, хауса и другими этническими группами, которые иммигрировали в этот район, такими как туареги.
Большая часть населения приняла ислам за столетия до этого, однако во многих районах, особенно среди аристократии, сохранились местные языческие верования. В конце 1700-х годов в государствах хауса началось активное распространение исламской проповеди. Многие проповедники были связаны общим тарикатом изучения ислама. Учёные-маликиты были приглашены или прибыли сами в земли народа хауса из Магриба и присоединились ко дворам некоторых султанатов, таких как Кано. Эти учёные проповедовали возвращение к «чистоте исламской веры». Самым выдающимся из этих учёных является Мухаммад аль-Магили, который принёс законы маликитского мазхаба на земли современной Нигерии.

### Джихад Фулани
Основателем Сокото был видный знаток ислама, учитель Маликитской школы права и кадирского ордена суфизма шейх Осман дан Фодио, который жил в городе-государстве хауса Гобир, пользуясь покровительством местного правителя Бавы. Однако, когда в 1802 году сын последнего, воспитанник и бывший протеже Османа Юнфа, став султаном Гобира, ограничил деятельность дана Фодио, поскольку тот начал угрожать его власти, что в конечном итоге вынудило Османа отправиться в изгнание в Гуду. Большое количество людей также покинуло Гобир, чтобы присоединиться к дану Фодио, который также начал собирать новых сторонников из других регионов. Почувствовав, что угроза со стороны своего бывшего учителя не уменьшилась, а только растёт, 21 февраля 1804 года султан Юнфа объявил войну дан Фодио.

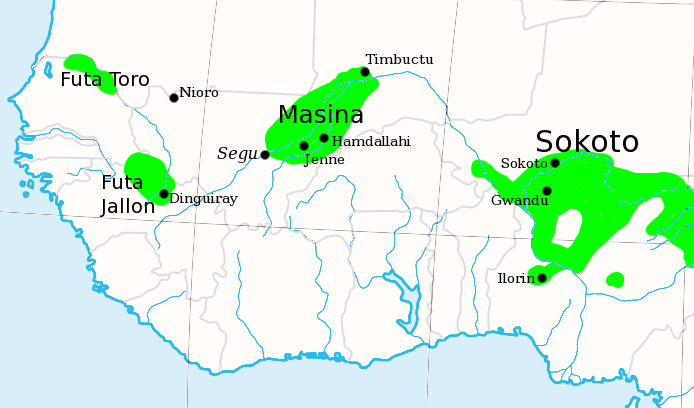
Государства созданные по итогу джихада Фулани в Западной Африке, около 1830 года.

В ответ, Осман дан Фодио был провозглашён своими последователями в Гуду амир аль-муминином (повелителем правоверных), что положило начало государству Сокото. Затем Осман дан Фодио собрал несколько знаменосцев из числа тех, кто следовал за ним, создав раннюю политическую структуру империи. Объявив джихад против всех вождей хауса, обвинив тех в том, что они нарушают мусульманские правовые нормы, следуют языческим традициям и совершают немусульманские ритуалы, дан Фодио сплотил своих «воинов-учёных», в основном из народа фульбе, имевшего значительное военное преимущество над другими за счёт своей сильной кавалерии, против султаната Гобир. Несмотря на поражение в битве при Цунтуа, как и в других местах на первом этапе, начиная с 1805 года войска дан Фодио смогли захватить некоторые ключевые города. Фульбе использовали партизанскую тактику, чтобы обратить конфликт в свою пользу, и заручились поддержкой обычного податного населения, которое было возмущено деспотическим правлением и высокими налогами вождей хауса. Даже некоторые немусульмане из фульбе начали поддерживать дана Фодио. Война продолжалась с 1804 по 1808 год и привела к тысячам смертей. Войска дана Фодио смогли захватить государства Кацина и Даура, важное государство Кано в 1807 году и, наконец, покорили Гобир в 1809 году. В том же году Мухаммед Белло, сын дана Фодио, основал город Сокото, который стал столицей нового государства.
Коммуникации фулани в течение войны были проведены вдоль торговых путей и рек, впадающих в долину Нигера-Бенуэ, а также дельты и лагуны. Призыв к джихаду достиг не только других городов-государств хауса, таких как Кано, Кацина, Даура и Зария, но и соседние государства Гомби, Нупе, Илорин и Адамава. Во всех этих местах в том или ином количестве проживали алимы из числа этнических фульбе. Таким образом, дан Фодио вдохновил ряд последующих западноафриканских правителей на джихад, в том числе основателя Массины Секу Амаду, а позже основателя империи Тукулёров Эль-Хадж Омара, который женился на одной из внучек дан Фодио, и Модибо Адама, основателя эмирата Адамава (присоединившись к Осману в его джихаде, он получил от него титул ламидо фомбина — «правитель юга»).
В 1807 году была взята — Кано, в 1808 — Зария и столица Гобира Алькалава; царь Юнфа был убит в последнем сражении. В итоге, после всего лишь нескольких лет джихада фулани — в 1809 году — Осман дан Фодио стал главой крупной теократической империи Фулани, или халифата Сокото. Его сын Мохаммед Белло и его брат Абдуллахи продолжали джихад и занимались административными вопросами. Дан Фодио создал эффективное правительство, основанное на исламском праве. В 1811 году он отошёл от власти и продолжил написание трудов о праведном поведении в мусульманской вере.
Джихад создал «новую границу работорговли на основе обновлённого ислама». К 1900 году халифат Сокото насчитывал «по меньшей мере 1 миллион и, примерно, целых 2,5 миллиона рабов», уступая по размерам только югу США (в 1860 году у них было 4 миллиона).

### Преемники Османа дан Фодио

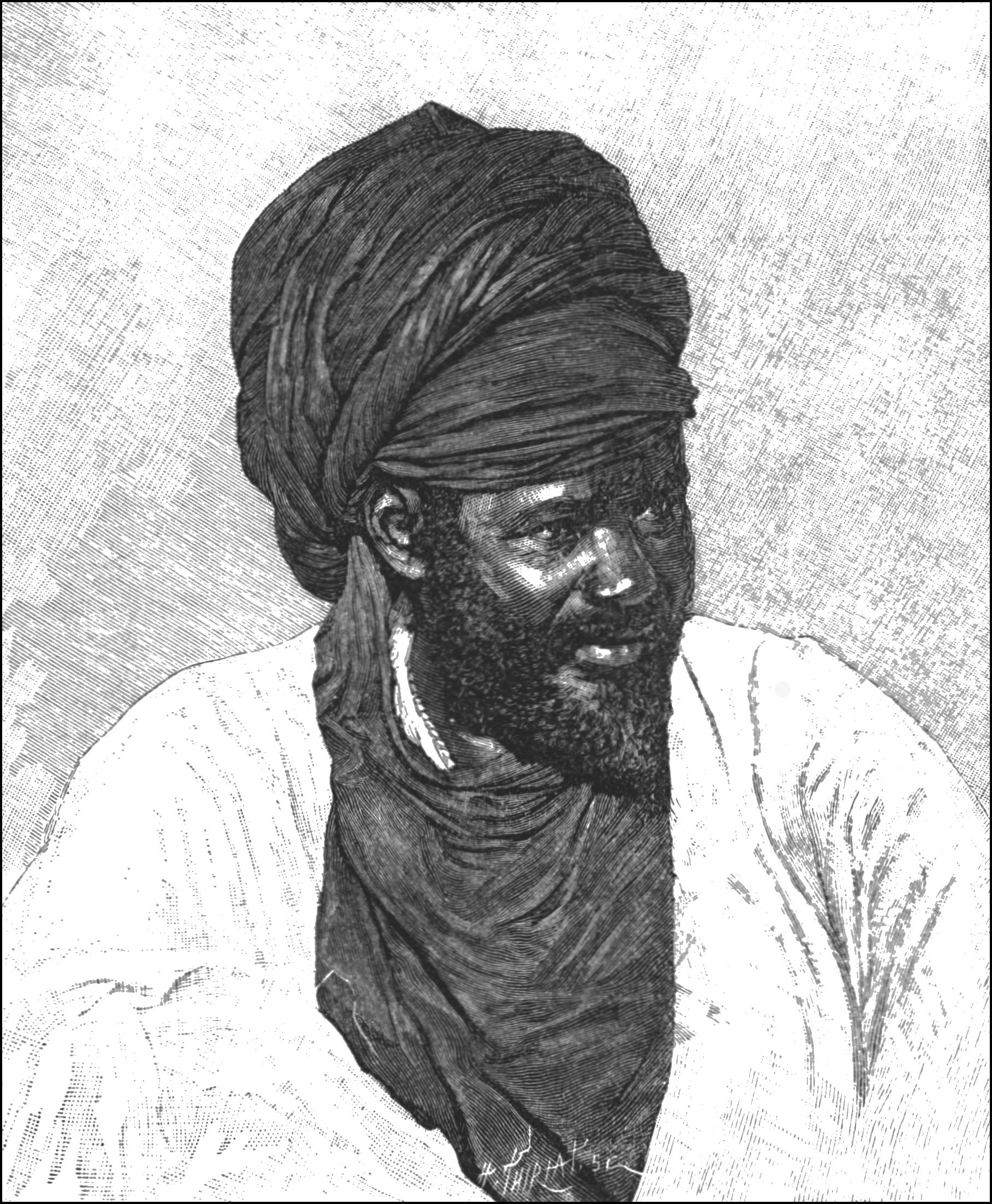
Султан Умар бен Али в 1888 году, художник Элизе Реклю.

После смерти Османа дан Фодио в 1817 году его сын Мохаммед Белло стал преемником своего отца как амир аль-муминин и правитель халифата Сокото, бывшего в то время самым большим государством к югу от Сахары. Брат Усмана Абдуллахи получил титул эмира Гванду (Ганду) и был отправлен на покорение западных эмиратов, Нупе и Илорина. В 1831 году султанат Гванду стал вассалом султана Сокото. Таким образом, все государства Хауса, часть Нупе и Илорина, а также форпосты фульбе в Баучи и Адамаве оказались в составе единой политико-религиозной системы.
Расширение халифата можно рассматривать как трехэтапный процесс. Первоначально, с 1804 по 1808 год, консолидация власти происходила в Гобире и соседних городах-государствах хауса. Успешные военные кампании против этих правителей обеспечили ему значительную поддержку, заложив основу для предстоящей экспансии. Второй этап (1809–1815 годы) ознаменовался экспансией на восток и юг, охватившей территорию империи Борну и Йорубаленд. Успех джихадов был обусловлен не только военной доблестью солдат, но и желанием Дана Фодио поработить язычников. Заключительный этап (1815–1840 годы) включал в себя дальнейшую консолидацию и небольшие кампании против сопротивляющихся племён.
С 1808 года до середины 1830-х годов государство Сокото расширялось, постепенно присоединяя равнины на западе и ключевые части Йорубаленда. Оно стало одним из крупнейших государств Африки, простирающимся от современного Буркина-Фасо до Камеруна и включающим большую часть северной Нигерии и южного Нигера. В период своего расцвета государство Сокото включало в свою политическую структуру более 30 различных эмиратов. Политическая структура государства была организована при султане правившем из города Сокото (и в течение короткого периода при Мухаммеде Белло из Вурно). Глава каждого эмирата назначался султаном как знаменосец этого города, но при этом получал широкую независимость и автономию. Большая часть роста государства произошла благодаря созданию обширной системы рибатов в рамках политики консолидации Мухаммеда Белло, второго султана. В результате создания рибатов, был основан ряд новых городов с крепостными стенами, школами, рынками и другими общественными зданиями. Это сыграло решающую роль в расширении экономики за счёт строительства новых городов, расселения скотоводческого народа фульбе и поддержки роста плантаций, которые были жизненно важны для экономики.

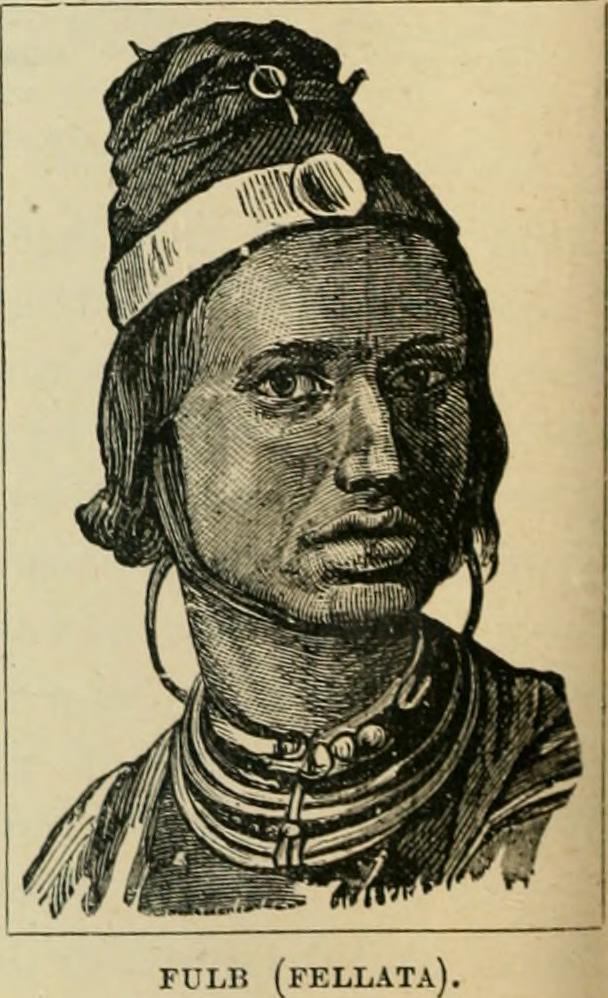
Представитель народа фульбе проживавший в Сокото.

Расширение халифата Сокото оказало значительное влияние на местное население. Во многих случаях покорённые народы ассимилировались в халифате, принимая ислам и становясь частью политических и социальных структур халифата. В других случаях общины оказывали сопротивление правлению халифата, что приводило к конфликтам и напряжённости, которые иногда сохранялись годами. Наиболее значительным последствием стало распространение ислама среди местного населения. Халифат Сокото был сугубо исламским государством и активно стремился обратить в свою веру народы завоеванных им территорий. В результате ислам стал доминирующей религией в регионе, что оказало глубокое влияние на местную культуру, правовые системы и социальные нормы. Введение шариата привело к изменениям в таких областях, как права собственности, брак и уголовное правосудие. Не всё местное население приняло правление халифата, и были случаи сопротивления. Некоторые общины сохраняли свои традиционные религии и обряды, несмотря на усилия халифата по насаждению ислама. Были также вооружённые восстания против правления халифата, некоторые из которых увенчались успехом в достижении местной автономии. Халифат создал систему эмиратов с назначаемыми эмирами, осуществляющими надзор за местным управлением. На вершине социальной иерархии находились султан и правящая элита, за которыми следовали свободные мусульмане, немусульмане и рабы. Эта система существенно изменила политическую структуру региона. Со времени Османа дан Фодио было двенадцать халифов — до британского завоевания в начале XX века.

#### Покорение Нупе
Нупе, ранее могущественное государство в Центральной Нигерии, было завоёвано халифатом Сокото в начале XIX века в рамках его экспансионистской политики. Войска Сокото под предводительством брата Османа дан Фодио, Абдуллахи дан Фодио, двинулись на Нупе около 1806 года. Нупе, которым правил Эцу Маджия II, было процветающим государством, известного своей военной силой. Однако государство было внутренне разделено из-за споров о престолонаследии и других политических трений. Абдуллахи дан Фодио воспользовался этими внутренними разногласиями и начал военную кампанию против Нупе. Несмотря на первоначальное сопротивление, Нупе в конечном итоге потерпело поражение. Эцу Маджия II был убит в битве, и государство было захвачено Сокото в 1808 году. После завоевания Нупе, халифат основал там эмират Бида. Халифат назначил эмиром местного вождя племени фульбе, известного как Маллам Дендо, который правил от имени султана Сокото. Ожидалось, что эмир будет соблюдать исламские законы и платить дань султану. Завоевание Нупе оказало значительное влияние на регион. Ислам стал доминирующей религией, и для местного языка была введена арабская письменность. Халифат Сокото также проложил новые торговые пути и рынки в регионе, что привело к экономическим изменениям.

#### Экспансия в Ойо
Царство Ойо, было государством расположенным на территории современной юго-западной Нигерии, это было одно из самых могущественных государств Западной Африки в XVIII веке. Однако к началу XIX века Ойо пришла в упадок из-за внутренних конфликтов, споров о престолонаследии и давления со стороны внешних врагов. Халифат Сокото, с другой стороны, был на подъёме. Халифат Сокото был связан с Ойо главным образом через Илорин, северный город-государство йоруба, вассальное Ойо. Илорин, поддерживаемый халифатом Сокото, предпринял серию нападений на Ойо. Эти нападения в сочетании с внутренними конфликтами привели к окончательному краху царства Ойо к середине XIX века.

#### В другие части земель хауса

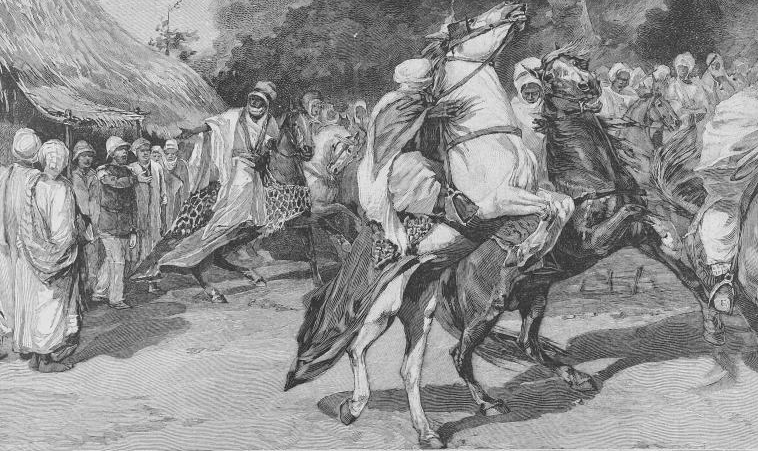
Брат султана Абдур Рахмана Атику, прощающийся с Луи Мизоном, 1894 год.

Части современного Нигера, в частности, районы, граничащие с Нигерией, были завоёваны халифатом Сокото. Город Бирнин-Конни, например, был важным центром халифата в этом регионе. Халифат Сокото распространил своё влияние на северные районы современного Бенина, которые граничат с Нигерией на западе. Процесс экспансии в эти регионы был аналогичен процессу внутри Нигерии. Халифат проводил военные кампании против местных правителей, часто используя внутренние конфликты и разногласия. После завоевания какой-либо территории халифат, как правило, основывал эмират, назначая эмира для управления от имени султана Сокото. Ожидалось, что новые правители будут соблюдать исламские законы и платить дань султану.

#### Экспансия на земли империи Канем-Борну
Последней крупной экспансией джихадистов фульбе стало их участие в падении династии Сайфава в Канем в 1846 году. Халифат Сокото напрямую не сверг династию, правившую империей Канеме, но джихадистские движения XIX-го века, безусловно, оказали на него влияние. Империя была ослаблена внутренними конфликтами, а также внешними угрозами, включая расширение халифата Сокото и вторжение других джихадистских группировок. Джихадисты племён фульбе под предводительством Османа дан Фодио попытались завоевать Борно, которым в 1808 году правил Май Дунама IX Лефиами. Отчасти им это удалось. Они сожгли столицу, Нгазаргаму, и разбили главную армию маи из Канем.

### Упадок и завоевание британцами

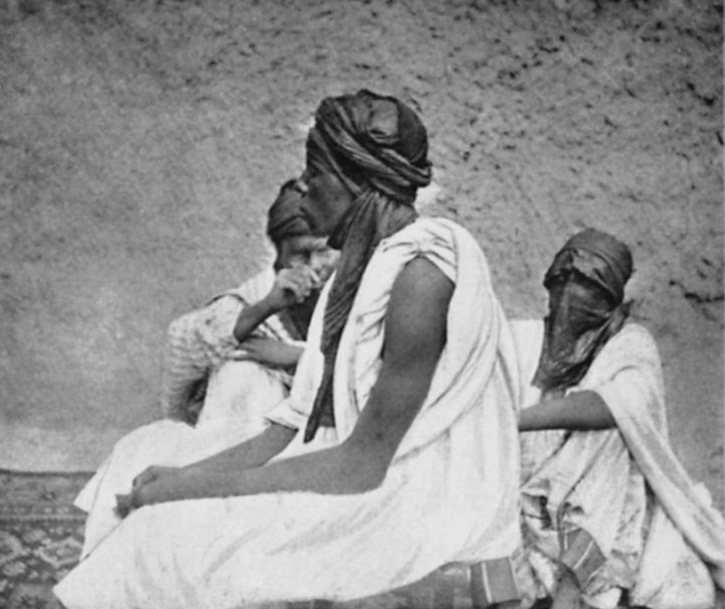
Фото жителей Сокото, 1900 год

Внимание Европы было приковано к этому региону с точки зрения колониальной экспансии на протяжении большей части последней половины XIX-го века. После 1870 года французы, в частности, неоднократно отправляли исследовательские миссии в этот регион для оценки колониальных возможностей. Так, французский исследователь Парфе-Луи Монтейль посетил Сокото в 1891 году и отметил, что халифат находился в состоянии войны с эмиратом Кебби, покорив тот в следующем году. Монтейл утверждал, что власть народа фульбе пошатнулась из-за войны и прихода к власти непопулярного халифа Абдеррахмана дана Аби Бакара.
К концу XIX века Сокото, после покорения эмирата Кебби, тут же пришлось столкнуться с британской экспансией в лице Королевской Нигерской компании, в 1897 году захватившей Нупе и Илорин. Это произошло после Берлинской конференции, когда крупные европейские державы поделили халифат, к 1901 году англичане вторглись на земли халифата, в то время как Германия начала захватывать земли в будущем Камеруне. Британская империя отправила на завоевание Сокото назначенного верховным комиссаром Протектората Северная Нигерия генерала Фредерика Лугарда. Тот воспользовался соперничеством между многими эмирами на юге и центральной властью в столице Сокото, чтобы предотвратить любое сопротивление, при этом активно продвигаясь к столице халифата, в то время как немцы завоёвывали Адамаву. В качестве ответных действий халиф Сокото Абдуррахман Атику выслал её представителей из своих владений и разорвал любые торговые отношения с европейцами (установленные в 1860-е годы), а затем провозгласил, что «намерен бороться против белых», выдворив их из халифата в следующем году.
К осени 1902 года англичане установили своё владычество на большей части территории Северной Нигерии, кроме Сокото . Новый султан Мухаммаду Аттахиру I попытался оперативно организовать оборону столицы, однако она не смогла устоять перед технологическим превосходством завоевателей, обладавших множеством пулемётов Максима и 20 крупнокалиберными орудиями. Земли халифата были разделены между Великобританией и Германией. 13 марта 1903 года последний визирь халифата капитулировал перед британцами на рыночной площади Сокото. Те ликвидировали халифат, но сохранили символический титул султана Сокото, назначив на этот пост Мухаммаду Аттахиру II. Его предшественник, впрочем, продолжал сопротивление до лета 1903 года, когда он был разбит и убит британскими войсками. Окончательно эти земли были покорены к 1906 году.

### Под британской властью и в независимой Нигерии

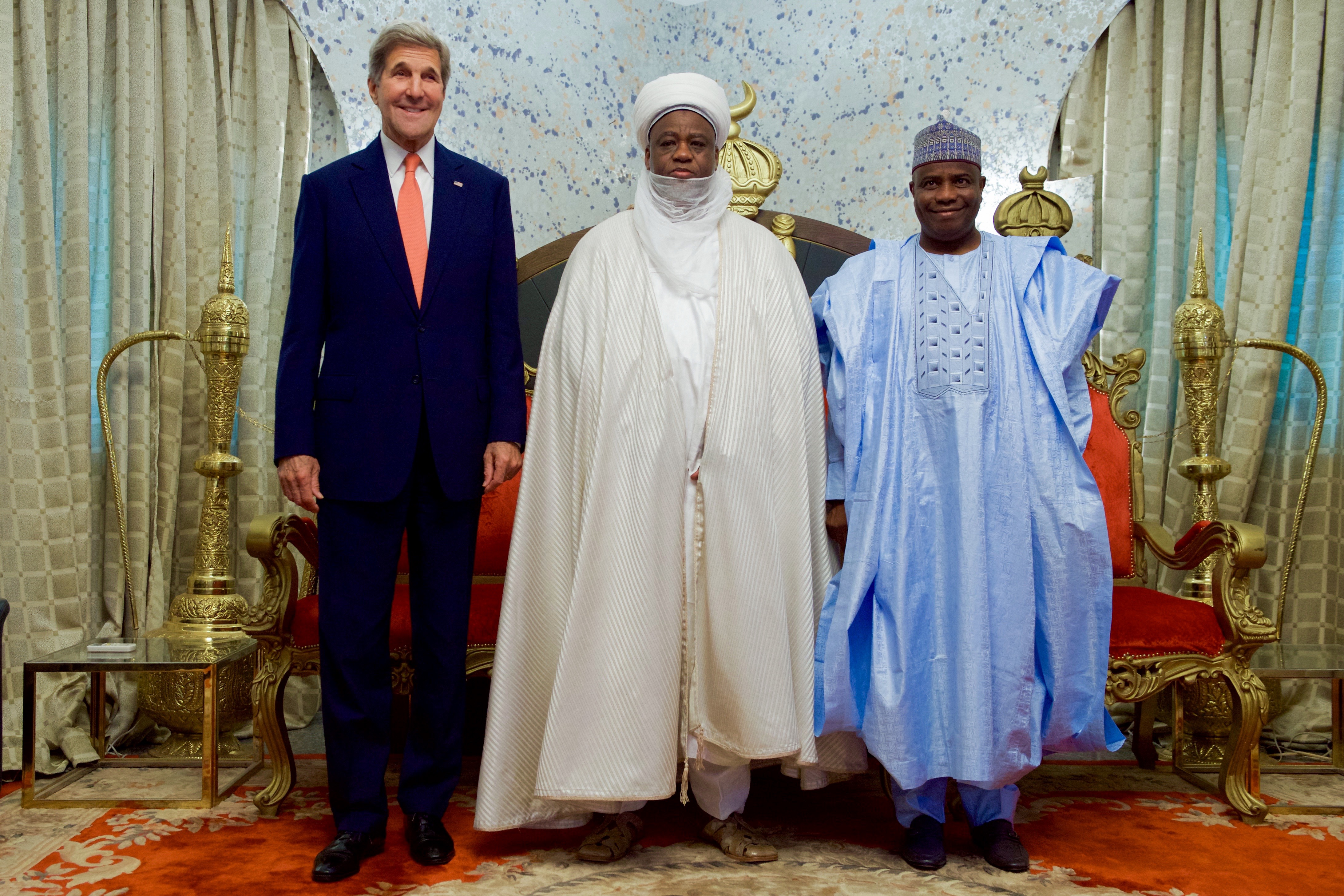
Госсекретарь США Джон Керри с султаном Сокото Мухаммадом Абубакаром III и губернатором штата Сокото Амину Тамбувалом во дворце султана Сокото в 2016 году

Вся территория Сокото оказалась под властью британцев, которые учредили там колониальную администрацию. Султан и местные эмиры номинально сохранили свои престолы. Но, хотя султан Сокото номинально сохранил титул и привилегии, его права были унифицированы с правами остальных признанных британцами эмиров.
После провозглашения независимости Нигерии в 1960 году эмиры Северной Нигерии сначала имели значительное влияние на политическую жизнь, однако в 1967 году они утратили свои полномочия. Султан Сокото (с 2006 года им является Мухаммад Абубакар III) считается главой мусульман не только Нигерии, но и всей Западной Африки. Даже президенты Нигерии обращались к ним за поддержкой.

## Наследие
Халифат Сокото оставил настолько неизгладимый след, что халифат почитается исламистами в современной Нигерии. Например, джихадистская группировка боевиков «Ансару» поклялась возродить халифат Сокото, чтобы восстановить «утраченное достоинство мусульман в Чёрной Африке».
Влияние наследия халифата Сокото также можно проследить у экстремистских группировках, таких как «Боко Харам». «Боко Харам», базирующаяся на северо-востоке Нигерии, стремится к возрождению данного исламского государства, управляемого в соответствии с законами шариата. Хотя эти организации ссылаются на наследие Османа дан Фодио, чтобы оправдать свои действия, представляя свою борьбу как продолжение первоначального джихада фулани, между двумя джихадистскими движениями существуют некоторые различия. Интеллектуальная мысль джихада фулани, по словам историка Майкла Кука, может быть описана как часть «консервативной ориентации исламского мира XVI–XVIII веков на интеллектуальные инновации». Три лидера джихада, а именно Осман, Абдуллахи и Белло, в значительной степени опирались на тексты Маликитского мазхаба и Кадирия, имея связи с более широкими исламскими интеллектуальными сетями. Напротив, Боко Харам опирается на идеологию салафитов и ваххабитов, а также на связи и влияние глобальных сетей салафитских джихадистов.
Боко Харам действует в основном в штате Борно, и исторический контекст этого штата, который является центральным фрагментом старой империи Канем-Борну народа канури, действует и сегодня. Борну, возглавляемое шейхом аль-Канеми, имело историю сопротивления джихаду Сокото и активно выступало против посягательств и идеологии халифата. Во время джихада между Белло и аль-Канеми велись интенсивные споры и переписка, отражающие их разные точки зрения. В то время как халифат Сокото добился ограниченного успеха в войне с Борну, Боко Харам, основанная Мухаммедом Юсуфом и позже возглавляемая Шекау, вышла из общины канури. Их идеология критиковала устоявшиеся исламские традиции халифата Сокото, считая их нечистыми и нуждающимися в реформировании. Они стремились вернуться к тому, что они считали более ортодоксальным исламом, основанными на салафитском мышлении, отвергая закон Малики и суфийское влияние халифата Сокото. Влиятельные салафитские улемы Нигерии критикуют Боко Харам, подчеркивая отсутствие у их лидеров должного образования в области фикха (исламской юриспруденции) и неправильное толкование ими салафитских текстов. Это резко контрастирует с лидерами джихада Сокото, которые были известными улемами маликитского мазхаба, а Осман и Абдуллахи уже были уважаемыми мусульманскими философами до начала джихада фулани.

Институт рабства, что бытовал в Сокото оставил настолько неизгладимый след, что его до сих пор не смогли изжить полностью. Даже в начале XXI века практика вахайи (бракосочетания с «пятой женой») всё ещё существовала в некоторых частях Нигера и северной Нигерии, землях бывшего султаната Сокото:
В последнем квартале 2008 года видные представители султана Сокото отправились в Зураре, Таяе, в поисках молодой вахаю. Им были представлены три рабыни. Они не захотели брать этих трёх девушек, поскольку они им не подходили. Поставщикам был дан двухмесячный срок, чтобы найти «подходящих» девушек из других кочевых племён. Девушек нужно было найти, потому что для вождей туарегов и их групп было бы бесчестно говорить, что у них нет свободных рабынь.

## Управление
Государство Сокото было в значительной степени организовано вокруг нескольких в значительной степени независимых эмиратов, присягнувших на верность султану Сокото. Первоначально планировалось ввести управление в соответствии с указаниями Мухаммеда во время его пребывания в Медине, а также теориями Аль-Маварди в «Постановлениях правительства». Государства хауса, существовавшие до Османа дан Фодио, управлялись в основном по наследству.
Ранние правители Сокото, дан Фодио и Белло, отменили систему наследования, предпочитая, чтобы лидеры назначались на основании их исламской учёности и моральных устоев. Эмиры назначались султаном; они ежегодно совершали поездки, чтобы принести присягу на верность и доставить налоги в виде урожая, раковин каури и рабов. Когда султан умирал или уходил в отставку, совет по назначениям, состоящий из эмиров, выбирал ему замену. Прямые линии наследования в основном не соблюдались, хотя каждый султан заявлял о своём прямом происхождении от дана Фодио.

Халифат Сокото в 1875 году.

Халифат вобрал в себя многие правительственные структуры своих предшественников-хауса, которых он завоевал. Правление осуществлялось в соответствии с законами шариата, большое число эмиров, мулл, философов и высокопоставленных чиновников были выходцами из народа фульбе, участвовавших в джихаде Фулани.
Основное административное деление прохидило между Сокото и эмиратом Гванду. В 1815 году Осман дан Фодио отошёл от управления государством и разделил территорию, захваченную во время джихада Фулани, между своим братом Абдуллахи даном Фодио, правившим на западе, и эмиратом Гванду, а его сын Мухаммед Белло взял на себя управление султанатом Сокото. Эмир в Гванду сохранил верность султанату Сокото и духовное руководство со стороны султана, но эмир управлял отдельными эмиратами под своим руководством независимо от султана.
Административная структура эмиратов, слабо привязанных к султану, не всегда функционировала гладко. В 1816–1817 годах, во время правления Мухаммеда Белло, аристократия хауса совершила серию мятежей, но султан положил им конец, предоставив лидерам титулы на землю. В XIX веке между султанатом Сокото и многими подвластными ему эмиратами, в частности, эмиратом Адамава и эмиратом Кано, возникло множество кризисов. В 1836 году в городе-государстве Гобир произошло серьёзное восстание, которое было подавлено Мухаммедом Белло в битве при Гавакуке.
Суфийская община по всему региону сыграла решающую роль в управлении государством. Братства тариката, в первую очередь Кадирия, приверженцами которых были все последующие султаны Сокото, представляли собой группу, связывающую отдельные эмираты с властью султана. Учёные Бернхэм и Ласт утверждают, что это исламское научное сообщество создало зачаточную бюрократию, которая связала города по всему Сокото.

### Великий визирь
У халифата и возникших в результате его образования эмиратов были визири (вазири), как их назывли в халифате. Эти визири в основном происходили из самых образованных семей Сокото, сведущих не только в юридических и политических аспектах ислама, но и в его мистической стороне. Классическое правительство основывалось на некоторых аятах из Корана.

يَفْقَهُوا۟ قَوْلِى
وَٱجْعَل لِّى وَزِيرًۭا مِّنْ أَهْلِى
هَـٰرُونَ أَخِى
ٱشْدُدْ بِهِۦٓ أَزْرِى
وَأَشْرِكْهُ فِىٓ أَمْرِى
Перевод
чтобы поняли они [Фараон и его люди] мою речь.
И сделай мне помощника из моей семьи,
Харуна, моего брата (так как он более красноречив, чем я).
Укрепи им [благодаря Харуну] силу мою
и сделай его соучастником в моём деле [в пророчестве],
— Та Ха 20:28—32

Должность визиря в Сокото была скопирована у Аббасидского халифата. В книге шейха Османа дан Фодио «Баян вуджуб аль-хиджра» обосновывается существование этой должности в халифате
Первая опора [царства] это честный визирь над вилайятом, который будит [царя], если он спит, и даёт ему зрение, если он не видит, и напоминает ему, если он невнимателен. Величайшая катастрофа, которая может постигнуть вилайет и его подданных, это лишение хороших визирей и помощников. Одно из требований к визирю заключается в том, что он должен быть по-настоящему доброжелательным и добросердечным по отношению к людям.
Первым великим визирем Сокото был Абдуллахи дан Фодио. Его называли «помощником» шейха, самым важным из его помощников. Вторым великим визирем был Вазири Гидадо ибн Абу Бакр, который находился при султане Мухаммеде Белло. Все последующие великие визири Сокото происходили из его семьи, а его правнук Гидадо Идрис продолжил традицию быть «помощником» главы государства, занимая должность секретаря правительства Нигерии при президенте Сани Абачи.
Визирь Гидадо был женат на дочери шейха Нане Асмау дан Фодио. Абдуллахи дан Фодио, предыдущий великий визирь, отказался оставить свой пост, несмотря на то, что султан Белло выбрал Гидадо, но позже он официально признал Гидадо новым визирем после его примирения с Мухаммедом Белло, подарив Гидадо свои одежды в знак признательности. Как визирь, Гидадо обладал значительной свободой суждений. Он отправил в отставку эмира Дауры Исхака и назначил его сына Зубайра ибн Исхака, который позже был утверждён султаном Белло.
У этой должности было «значительное число поcледователей». Шотландский исследователь Хью Клаппертон в 1826 году писал о «многочисленной свите конных и пеших слуг»; Другой исследователь Пауль Штаудингер в 1886 году писал, что визирь обладал значительной «домашней властью» («eine ziemliche Hausmacht»), имея в своём подчинении сотню вооружённых охранников. В его подчинении было несколько поместий и деревень, но их жители часто были разбросаны и находились далеко от Сокото, присоединяясь к нему только во время крупных экспедиций.
Иностранные гости, приезжавшие в период с 1880 по 1890 год, часто считали это положение всемогущим. Шотландский геолог и исследователь Джозеф Томсон описал его как человека «более могущественного, чем сам султан», поскольку «ничто не делается иначе, как по его совету»; Штаудингер сообщал, что он был самым могущественным из министров, едва ли не более могущественным, чем сам султан, поскольку все государственные дела проходили через него; Уильям Уоллес обнаружил, что «великий визирь практически правит империей Фула» и обладает «всей реальной властью, а султаны полностью ограничены формальностями». Хотя эти впечатления преувеличены, визирь, по-видимому, действительно контролировал всю государственную службу. Положение визиря никогда не соперничало с положением халифа. Визирь был главным сторонником, советником и другом халифа и на этом посту смог утверждать ислам в Сокото.

## Армия

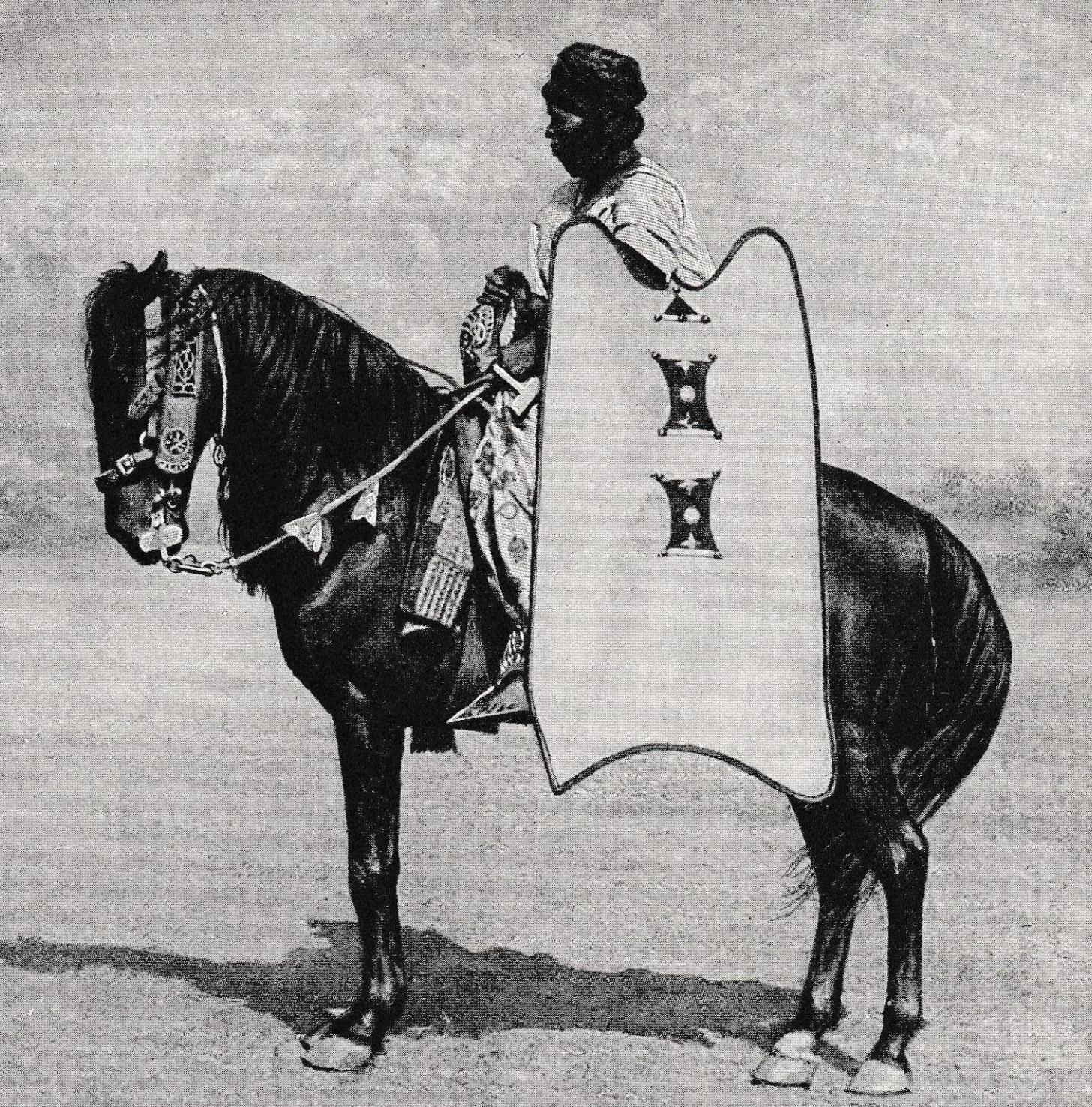
Кавалерист из Сокото, несущий большой щит из кожи орикса.

Армию возглавлял «саркин яки» (главнокомандующий), после джихада фулани пешее и конное ополчение было реорганизовано в постоянную армию. Постоянная армия состояла из воинов народов хауса и фульбе, которые были обучены военному делу и отвечали за оборону халифата и расширение его территорий. Кавалерия была неотъемлемой частью вооружённых сил, поскольку в этот период лошади были основным средством передвижения. Во время экспансии солдаты халифата использовали стратегию создания эмиратов на завоёванных территориях. Этими эмиратами управляли эмиры, которые либо назначались султаном, либо были местными правителями, подчинявшимися власти халифата. Эта стратегия помогала сохранять контроль над обширными территориями халифата.
Халифат Сокото в значительной степени полагался на использование кавалерии в своих военных кампаниях. Всадники племени фульбе, известные своими навыками верховой езды, составляли ядро кавалерии халифата. Они сыграли важную роль в быстром расширении территорий халифата. Парфе-Луи Монтейль, французский исследователь, посетивший халифат в 1890 году, утверждал, что был свидетелем того, как султан Умару ибн Али собрал «армию из сорока тысяч человек, половина из которых были кавалеристами, для осады Аргунгу».
Кроме того, военная стратегия халифата включала систему союзов с местными правителями. В некоторых случаях этим правителям разрешалось сохранять свои позиции при условии, что они присягали на верность халифату и принимали ислам. Эта стратегия помогла укрепить контроль халифата над завоеванными территориями.

## Культура
Правящий класс происходил из народа фульбе, знать заключала брачные союзы с семьями народа хауса. Язык хауса стал языком управления и основным средством выражения поэзии в халифате.
Исламская наука была важнейшим аспектом халифата с момента его основания. Султан Осман дан Фодио, султан Мохаммед Белло, эмир Абдуллахи дан Фодио, султан Абу Бакр Атику и Нана Асмау посвятили значительное время составлению исторических хроник, написанию стихов и изучению ислама. Существует множество рукописей, в которых содержится важнейшая историческая информация и важные духовные тексты. Однако, после правления Белло и Атику религиозная наука в халифате пребывала в стагнации.
Несмотря на то, что в халифате ношение хиджаба было обязательным, это не мешало женщинам получать религиозное образование. Многие женщины из окружения шейха Османа дан Фодио, как и его жёны и дочери, также были его ученицами и достигли больших познаний в исламе. Рабов поощряли принимать ислам, а их дети получали мусульманское образование и обучались арабскому языку.

## Экономика
После установления власти халифата во всём регионе десятилетия наблюдался экономический рост, особенно после волны восстаний в 1816–1817 годах. Купцы из халифата вели значительную торговлю по транссахарским маршрутам.
После джихада фулани вся земля в государстве была объявлена вакфом или собственностью всей общины. Однако султан, как и эмир, выделял землю отдельным лицам или семьям. Такая земля могла быть унаследована членами этой семьи, но не могла быть продана. Обмен был основан в основном на рабах, раковинах каури или золоте. Основными производимыми культурами были хлопок, индиго, орехи кола и ши, зерно, рис, табак и лук.
Значительное число исламских философов и бедняков зависело от «больших домов» в плане получения элементарных удобств, таких как еда и одежда. В этих домах готовили еду функционируя как общественные столовые. Одежда поступала в основном за счёт платежей из других эмиратов халифата и перераспределялась среди местного населения. Эта система помогла Сокото сохранить большое научно-религиозное сообщество.
Коммерческое процветание государства также основывалось на исламских традициях, рыночной интеграции, внутренней и внешней обширной экспортно-торговой сети.

## Рабство
Рабство по-прежнему составляло значительную часть экономики, хотя с прекращением работорговли в Атлантике его размах уменьшился. Рабов приобретали путём набегов и покупки на невольничих рынках, как это было ранее в Западной Африке. Основатель халифата разрешил рабство только для немусульман; рабство рассматривалось как процесс приобщения таких людей к исламу. В XIX веке более половины населения халифата состояла из рабов. Из-за джихадистских войн, пограничных войн и набегов за рабами произошло огромное увеличение числа рабов. Расширение сельскохозяйственных плантаций при халифате зависело от рабского труда. Эти плантации были разбиты вокруг рибатов, а большие площади сельскохозяйственного производства располагались вокруг городов государства. Институт рабства был обусловлен отсутствием расовых барьеров между народами, а также сложным и разнообразным комплексом отношений между владельцами и рабами, которые включали в себя право накапливать собственность, работая на своих собственных участках, вольную, а также возможность обращения рабов в ислам и превращения их в членов исламского сообщества. Существуют исторические свидетельства того, что рабы достигали высоких постов в правительстве и администрации Сокото. С другой стороны, эти изменения в системе рабовладения, как и в других рабовладельческих обществах, были скорее опорой, чем ущербом, хотя в некоторых случаях, несомненно, приносили пользу отдельным рабам, как пишет Мохаммед Башир Салау: 
К несчастью для большинства рабов, хозяева часто выбирали тех, кому предоставлялась свобода лишь для поддержания порядка на плантации, и отчасти для того, чтобы предотвратить формирование группового самосознания среди рабов.... Аналогичным образом, хотя ислам поощрял добровольное освобождение, а рабовладельцы были убеждены, что Аллах вознаградит их за освобождение рабов, большинство хозяев были очень разборчивы в выборе тех, кого они освобождали. Они часто отдавали предпочтение рабам, которые демонстрировали “хорошее поведение”, были “честными” и “трудолюбивыми”, а также тем, кто был “слишком болен” и “слишком стар” (для того, чтобы заниматься тяжелой работой на плантациях). Это не только укрепляло социальный порядок на плантации, но и сокращало расходы рабовладельца; освобождая пожилых и немощных рабов, владельцу не нужно было платить за уход за ними.

В государстве существовала система исправительных учреждений для рабов, с провинившимися рабами обращались наихудшим образом. В 1829 году Хью Клаппертон писал: 
На этом месте также находится тюрьма, здание около восьмидесяти футов в длину и почти столько же в ширину, покрытое сверху плоской глиняной крышей, обложенной ветками. Внутри находится глубокая яма, где содержатся те, кто совершил самые тяжкие преступления. Ни один человек не попадает в тюрьму за долги; в тюрьму отправляют только воров, военнопленных (взятых поодиночке), шпионов, и, по жалобе к султану, непослушных рабов, которые отказываются работать. Их единственная пища это отруби или шелуха проса и дурра, запиваемые водой; но их друзьям разрешается давать им еду, если у них таковая имеется. Это грязное место, наводящее ужас на рабов Сокото. Заключённых выводят по двое каждый день для работы на стенах или для любой другой тяжёлой работы, которая может появиться.

В районе Кано, например, “Гидан Мааджин Ватари” была основной тюрьмой для рабов. Если владелец не желал продавать раба, то он мог предъявить тому какое-нибудь конкретное обвинение, и «после этого заблудшего раба бросали в тюрьму через две двери подряд, жестоко избивая при этом». Фредерик Лугард, 1-й барон Лугард, в колониальном отчёте за 1903 год так писал об условиях содержания в таких тюрмах: 
Я посетил темницу сам. Внутрь ведёт небольшой дверной проём размером 2 фута 6 дюймов на 1 фут 6 дюймов. Внутри помещение разделено (толстой глинобитной стеной с таким же отверстием) на два отсека, каждый размером 17 на 7 футов и высотой 11 футов. У основания этой стены были проделаны отверстия, через которые по бедра просовывались ноги приговорённых к смертной казни, и толпа других заключённых оставляла их топтать, пока они не умирали от жажды и голода. Это место полностью герметично и не проветривается, за исключением одного маленького дверного проёма, или, скорее, дыры в стене, через которую вы пролезаете. Общее пространство внутри составляет 2618 кубических футов, и к тому моменту, когда мы прибыли в Кано, здесь каждую ночь содержалось 135 человек, которых выпускали днём для приготовления пищи и т.д. в небольшом прилегающем помещении. Недавно около 200 человек были интернированы одновременно. Поскольку площадь помещения составляла всего 238 квадратных футов, там, конечно, не было места даже для того, чтобы стоять. Каждую ночь жертв забивали насмерть, а каждое утро их трупы вытаскивали наружу. Как мне сказали, вонь внутри тюрьмы, когда её посетил полковник Морланд, была невыносимой, хотя там было пусто, и когда я сам вошёл внутрь три недели спустя, испарения были невыносимы. Даже тогда у входа лежал разлагающийся труп.
 Салау добавляет, что «Находясь в тюрьме, раб обычно подвергался пыткам как со стороны сокамерников, так и со стороны охранников.... В конечном счёте, именно хозяин решал, сколько дней раб проведёт в этом учреждении».
В начале XX века протекторат Северная Нигерия унаследовал одну из крупнейших в мире популяций рабов составлявших от одного до двух с половиной миллионов человек, процветающую работорговлю, обеспечиваемую набегами, и тысячи рабов, передаваемых в качестве дани султану Сокото и его эмирам:37. Верховный комиссар Великобритании Лугард отменил рабство без выплат компенсации владельцам и официально объявил всех детей, родившихся у рабов после 31 марта 1901 года, свободнорождёнными; однако рабам не оказывалось никакой помощи, и дела о беглых рабах часто передавались местным исламским шариатским судам, которые, несмотря на колониальный запрет, часто возвращали их бывшим владельцам-мусульманам:37-8. К 1920-м годам крупные караваны работорговцев были ликвидированы колониальными властями, но мелкую работорговлю было трудно остановить. Одним из примеров была торговля девушками из племени адамава, которых купцы покупали и держали в течение года в Камеруне, обучая языку хауса, пока их не удавалось тайно переправить в Нигерию для продажи в Кано в качестве наложниц или домашней прислуги:25. «Работорговки, которые сами раньше были наложницами, приобретали молодых девушек с целью продажи в рабство. Несмотря на законодательные запреты, которые существовали ещё с колониальной эпохи, в 1988 году сожительство рабов было действующим институтом в северных штатах Нигерии».